# Sonar a profondità variabile
Un sonar a profondità variabile (in inglese: Variable Depth Sonar; in sigla VDS), è un sonar impiegato dalle navi di superficie per localizzare i bersagli subacquei in particolari condizioni di propagazione del suono.

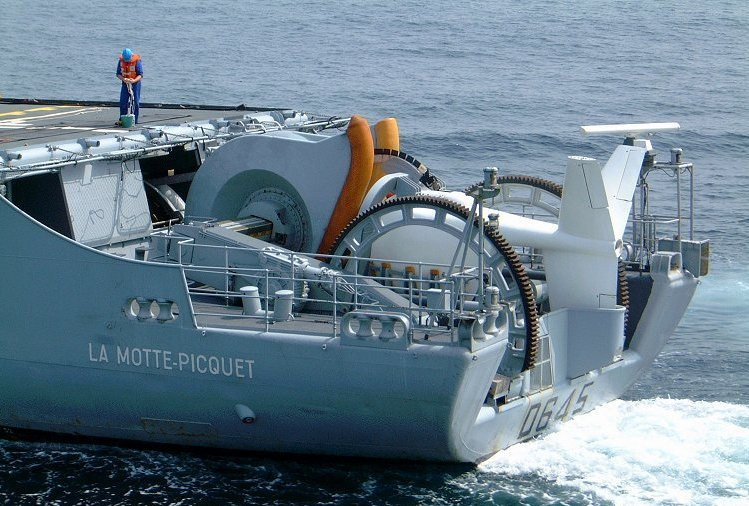
VDS montato su una fregata di tipo F70

## Descrizione

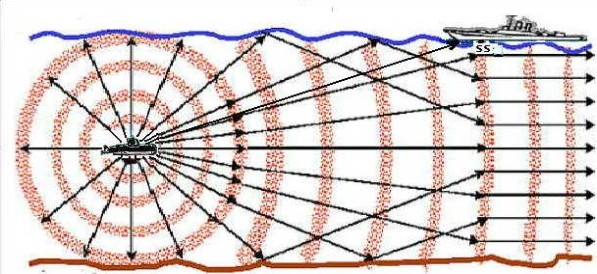
Raggi acustici emessi dal bersaglio colpire la nave nella situazione ideale

Questo tipo di sonar viene utilizzato quando, a seguito di variazioni termiche negli strati di mare e conseguenti variazioni della velocità del suono, le traiettorie dei raggi acustici emessi dai bersagli si piegano verso il fondo generando ampie zone d’ombra che impediscono il normale funzionamento del sonar  tradizionale. Se l'acqua del mare, in zone non molto profonde, fosse perfettamente omogenea e alla stessa temperatura a tutte le quote anche la velocità di propagazione del suono sarebbe costante.

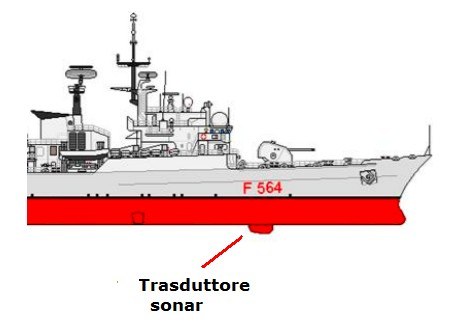
Trasduttore del sonar sulla chiglia della nave

In costanza della velocità del suono i raggi acustici si propagherebbero per successive onde sferiche nei primi 1000 metri di distanza dal generatore dopo di che, a seguito riflessioni dal fondo e dalla superficie, si trasformerebbero in onde cilindriche che colpirebbero il trasduttore ricevente del sonar di una nave.
Se queste condizioni ideali non si verificano, il ruolo per la ricerca dei bersagli è demandato al sonar a profondità variabile.

## Utilizzo

### La misura della velocità del suono

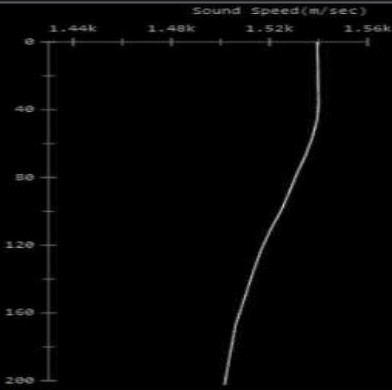
Bativelocigramma

Per studiare le modalità di propagazione del suono è necessario conoscere come varia la sua velocità in funzione della temperatura alle diverse quote; questo è possibile grazie ad un bativelocigrafo, dispositivo in grado di tracciare diagrammi significativi dai quali dedurre le velocità del suono conseguente alle variazioni di temperatura.
Con i dati che emergono dal bativelocigramma, il diagramma ottenuto dal bativelocigrafo inserendo in ascisse la velocità del suono nel mare in {\displaystyle m/s} e in ordinate la quota del rilievo della velocità in {\displaystyle m}, si possono calcolare i diagrammi di propagazione anomala.

### Calcolo delle curve di propagazione anomala

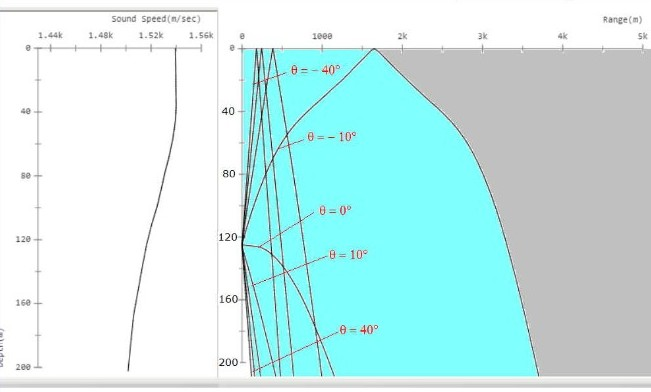
Curve caratteristiche di propagazione anomala: in celeste la zona di transito dei raggi acustici, in grigio la zona d'ombra

Per impostare al meglio la strategia di scoperta del bersaglio, con l'impiego del VDS a quota ottimale, si procede al calcolo delle curve di propagazione anomala assumendo ad esempio i dati del bativelocigramma rilevati in mare prima dei calcoli, la profondità del sottomarino, la profondità messa a calcolo, l'ampiezza dell'angolo verticale di calcolo, il numero delle tracce calcolate e l'intervallo angolare di calcolo tra le tracce.
Dai dati indicati si ottengono le curve caratteristiche di propagazione anomala.
Le curve sono tracciate con le distanze della sorgente  in ascisse ed in ordinate le quote di calcolo, entrambe espresse in metri;  per ragioni di tracciabilità delle curve la scala delle ascisse, che indica la distanza, è compressa.

### Scoperta del bersaglio

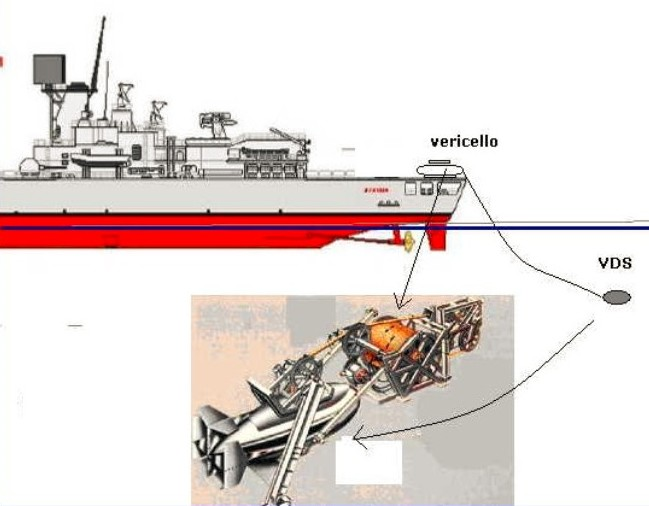
L'insieme del VDS: verricello di movimentazione e corpo avviato

Il VDS è dotato di una speciale base acustica, contenuta in un corpo avviato, che viene filata in mare con apposito cavo di comandi e collegamenti tramite attrezzatura a verricello disposta a proravia della nave, viene comandato alla quota stabilita per raggiungere la profondità richiesta per la scoperta del bersaglio.

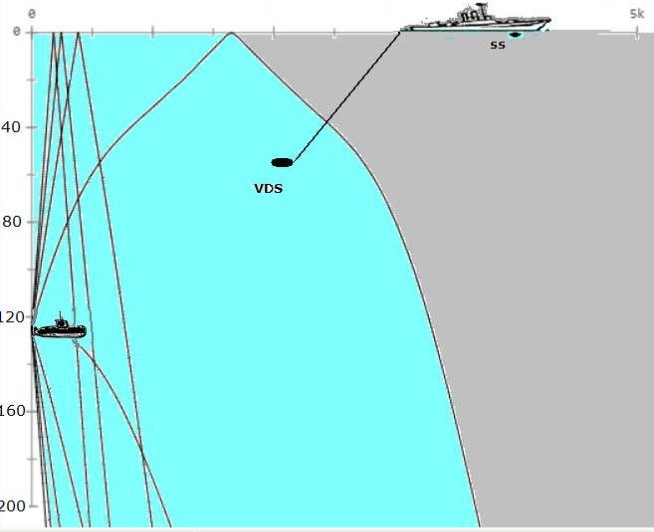
VDS operativo a quota calcolata

Con l'impiego abbinato del sonar con base a scafo e il VDS la scoperta del bersaglio è possibile in quasi tutte le condizioni di propagazione anomala dopo il rilevamento del bativelocigramma del momento e il successivo calcolo del il percorso dei raggi acustici dal quale stabilire la quota di navigazione più adatta per il sonar.

## Evoluzione tecnologica
I primi VDS vennero impiegati durante la seconda guerra mondiale, e vedevano manufatti di grandi dimensioni data la tecnologia dell'epoca; con l'evoluzione delle tecniche costruttive si sono ridotte le dimensioni rendendo i VDS più maneggiabili e sicuri.

## note
Annotazioni
1. ↑  In questo esempio si considera come sorgente acustica un sottomarino navigante a quota {\displaystyle q=-125\ m}

Fonti
1. ↑  Urick, p. 35.
2. ↑  Del Turco, pp. 13-27.
3. ↑  Del Turco, p. 194.
4. ↑  Pazienza, pp. 298-402.
5. ↑  De Dominicis, pp. 194-195.
6. 1 2  Del Turco, p. 204.
7. ↑  Del Turco, p. 202.
8. ↑  Pazienza, p. 410.
9. ↑  Horton, p. 96.